# Brainette
Brainette är ett vattendrag i Belgien.   Det ligger i provinsen Hainaut och regionen Vallonien, i den centrala delen av landet, 30 km sydväst om huvudstaden Bryssel.
Trakten runt Brainette består till största delen av jordbruksmark. Runt Brainette är det tätbefolkat, med 266 invånare per kvadratkilometer.